# Liste der Stolpersteine in Saffig
Die Liste der Stolpersteine in Saffig enthält die Stolpersteine, welche von Gunter Demnig in Saffig verlegt wurden. Sie sollen an die Opfer des Nationalsozialismus erinnern, die in Saffig ihren letzten bekannten Wohnsitz hatten, bevor sie deportiert und ermordet wurden.
Hinweis: Anklicken des Bildes vergrößert das Bild.

## Liste der Stolpersteine
| Adresse                  | Verlegedatum            | NS-Opfer                                      | Inschrift                                            | Bild | Kollektion |
| ------------------------ | ----------------------- | --------------------------------------------- | ---------------------------------------------------- | ---- | ---------- |
| Neustraße 35 · Saffig ·  | 1. Dez. 2008            | Moritz Hirsch Jg. 1866                        | Deportiert 1942 Ermordet in Minsk                    |      |            |
| Neustraße 35 · Saffig ·  | 1. Dez. 2008            | Emma Hirsch, geb. Hahn                        | Deportiert 1942 Ermordet in Minsk                    |      |            |
| Neustraße 35 · Saffig ·  | 1. Dez. 2008            | Ernst Hirsch Jg. 1903                         | Deportiert 1942 Ermordet in Minsk                    |      |            |
| Neustraße 7 · Saffig ·   |                         | Helene Klee, geb. Hirsch geb. Hirsch Jg. 1864 | Deportiert 1942 Theresienstadt Ermordet in Treblinka |      |            |
| Zeibgasse 1 a · Saffig · |                         | Cäcilia Mayer Jg. 1887                        | Deportiert 1942 Ermordet                             |      |            |
| Zeibgasse 1 a · Saffig · | Mathilde Mayer Jg. 1887 | Deportiert 1942 Ermordet                      |                                                      |      |            |